# Övertrassering
Övertrassering innebär att ett bankkonto belastas med ett uttag som är större än den mängd pengar som finns på kontot för tillfället. Detta kan uppkomma vid användning av bankkort. 
Den som övertrasserar sitt bankkort får ofta betala en avgift till respektive bank utöver beloppet som överskridit. 